# East Corrimal
East Corrimal är en del av en befolkad plats i Australien.   Den ligger i kommunen City of Wollongong och delstaten New South Wales, i den sydöstra delen av landet, 190 km nordost om huvudstaden Canberra. East Corrimal ligger 14 meter över havet och antalet invånare är 3 056.
Terrängen runt East Corrimal är kuperad åt nordväst, men söderut är den platt. Havet är nära East Corrimal åt sydost. Trakten är tätbefolkad. Närmaste större samhälle är Wollongong, 5,5 km söder om East Corrimal. 